# Allouagne
 Allouagne  es un municipio francés, situado en la región de Norte-Paso de Calais, departamento de Paso de Calais, en el distrito de Béthune y cantón de Béthune-Sud.

## Demografía
| 3133 | 2918 | 2964 | 2970 | 3055 | 3055 |
| Para los censos de 1962 a 1999 la población legal corresponde a la población sin duplicidades (Fuente: INSEE [Consultar]) |      |      |      |      |      |